# NEO認定タッグ王座
NEO認定タッグ王座（ネオにんていタッグおうざ）は、NEO女子プロレスが管理、認定していた王座。

## 歴史
2001年、主に板橋産文ホールでタイトルマッチが行われる板橋タッグ王座、主に北沢タウンホールでタイトルマッチが行われる北沢タッグ王座を創設。3月3日、NEO女子プロレス板橋産文ホール大会で行われた初代板橋タッグ王座決定戦に勝利したタニー・マウス&宮崎有妃組が初代板橋タッグ王者になった。3月25日、NEO北沢タウンホール大会で行われた初代北沢タッグ王座決定戦に勝利したタニー&宮崎組が初代北沢タッグ王者になった。
2005年、2つの王座を一本化してNEO認定タッグ王座を創設。8月21日、NEO東京キネマ倶楽部大会で開催された「ミッドサマー・タッグトーナメント」に優勝した松尾永遠&アメージング・コング組が初代王者になった。
2010年12月31日、NEOの解散により封印。

## 歴代王者

### 板橋タッグ王座
| 歴代   | タッグチーム                                                               | 戴冠回数 | 防衛回数 | 獲得日付       | 獲得場所 （対戦相手・その他）                                                 |
| ------ | -------------------------------------------------------------------------- | -------- | -------- | -------------- | ----------------------------------------------------------------------------- |
| 初代   | NEOマシンガンズ （タニー・マウス&宮崎有妃）                                | 1        | 不明     | 2001年3月3日   | 板橋産文ホール 田村欣子&アキュート冴                                          |
| 第2代  | 反マシンガンズ同盟 （西千明&アキュート冴）                                 | 1        | 不明     | 2001年6月29日  | 板橋産文ホール                                                                |
| 第3代  | NEOマシンガンズ （タニー・マウス&宮崎有妃）                                | 2        | 2        | 2001年8月1日   | 板橋産文ホール                                                                |
| 第4代  | バンパイアラット・ウィッチズ （吸血鼠魔女デビラッツ&吸血鼠魔女チビラッツ） | 1        | 0        | 2001年11月2日  | 板橋産文ホール 2001年11月2月剥奪                                              |
| 第5代  | NEOマシンガンズ （タニー・マウス&宮崎有妃）                                | 3        | 0        | 2001年12月7日  | 後楽園ホール 西千明&アキュート冴 2002年10月14日に防衛期限切れのため剥奪       |
| 第6代  | NEOマシンガンズ （タニー・マウス&宮崎有妃）                                | 4        | 0        | 2002年11月10日 | 後楽園ホール 西田夏&菜代ゆき                                                  |
| 第7代  | 仲村由佳&松尾永遠                                                          | 1        | 0        | 2003年4月27日  | 板橋産文ホール                                                                |
| 第8代  | NEOマシンガンズ （タニー・マウス&宮崎有妃）                                | 5        | 0        | 2003年5月5日   | 後楽園ホール                                                                  |
| 第9代  | 井上京子&三田英津子                                                        | 1        | 0        | 2003年9月14日  | 板橋産文ホール 2003年9月14日返上                                              |
| 第10代 | NEOマシンガンズ （タニー・マウス&宮崎有妃）                                | 6        | 0        | 2003年9月23日  | 板橋産文ホール 田村欣子&お船                                                  |
| 第11代 | 三田英津子&千春                                                            | 1        | 0        | 2004年9月23日  | 板橋グリーンホール                                                            |
| 第12代 | NEOマシンガンズ （タニー・マウス&宮崎有妃）                                | 7        | 0        | 2004年10月3日  | 板橋グリーンホール 2004年10月3日返上                                          |
| 第13代 | 仲村由佳&千春                                                              | 1        | 0        | 2004年12月23日 | 板橋グリーンホール 吸血鼠魔女デビラッツ1号&吸血鼠魔女デビラッツ2号 2005年封印 |

### 北沢タッグ王座
| 歴代  | タッグチーム                                | 戴冠回数 | 防衛回数 | 獲得日付       | 獲得場所 （対戦相手・その他）                       |
| ----- | ------------------------------------------- | -------- | -------- | -------------- | --------------------------------------------------- |
| 初代  | NEOマシンガンズ （タニー・マウス&宮崎有妃） | 1        | 不明     | 2001年3月25日  | 北沢タウンホール 元川恵美&アキュート冴              |
| 第2代 | 椎名由香&仲村由佳                           | 1        | 1        | 2001年7月13日  | 北沢タウンホール                                    |
| 第3代 | NEOマシンガンズ （タニー・マウス&宮崎有妃） | 2        | 1        | 2001年9月1日   | ディファ有明 2002年10月14日に防衛期限切れのため剥奪 |
| 第4代 | NEOマシンガンズ （タニー・マウス&宮崎有妃） | 3        | 4        | 2002年11月10日 | 後楽園ホール 西田夏&菜代ゆき 2005年封印             |

### NEO認定タッグ王座
| 歴代   | タッグチーム                                | 戴冠回数 | 防衛回数 | 獲得日付       | 獲得場所 （対戦相手・その他）        |
| ------ | ------------------------------------------- | -------- | -------- | -------------- | ------------------------------------ |
| 初代   | 松尾永遠&アメージング・コング               | 1        | 0        | 2005年8月21日  | 東京キネマ倶楽部 井上京子&三田英津子 |
| 第2代  | 井上京子&三田英津子                         | 1        | 3        | 2005年9月18日  | 後楽園ホール                         |
| 第3代  | 木村響子&アメージング・コング               | 1        | 2        | 2006年7月17日  | 後楽園ホール                         |
| 第4代  | 元気美佐恵&松尾永遠                         | 1        | 3        | 2006年11月3日  | 後楽園ホール                         |
| 第5代  | 田村欣子&さくらえみ                         | 1        | 0        | 2007年7月16日  | 後楽園ホール                         |
| 第6代  | 伊藤薫&浜田文子                             | 1        | 1        | 2007年7月29日  | 上田創造館                           |
| 第7代  | 田村欣子&元気美佐恵                         | 1        | 1        | 2007年11月4日  | 後楽園ホール                         |
| 第8代  | NEOマシンガンズ （タニー・マウス&宮崎有妃） | 1        | 4        | 2008年3月2日   | 後楽園ホール                         |
| 第9代  | 木村響子&江本敦子                           | 1        | 2        | 2008年12月31日 | 後楽園ホール                         |
| 第10代 | 井上京子&松本浩代                           | 1        | 1        | 2009年3月29日  | 石岡市石岡運動公園体育館             |
| 第11代 | 高橋奈苗&華名                               | 1        | 1        | 2009年10月10日 | 新木場1stRING                        |
| 第12代 | タムクリ （田村欣子&栗原あゆみ）            | 1        | 5        | 2009年12月31日 | 後楽園ホール                         |
| 第13代 | 勇気彩&水波綾                               | 1        | 0        | 2010年11月13日 | 板橋グリーンホール                   |
| 第14代 | NEOマシンガンズ （タニー・マウス&宮崎有妃） | 2        | 0        | 2010年11月28日 | 東京キネマ倶楽部 2010年12月31日封印  |